# Dichtbloemige duivenkervel
De Dichtbloemige duivenkervel (Fumaria densiflora DC., synoniem Fumaria micrantha LAG.) is een eenjarige plant uit de papaverfamilie.

## Beschrijving
Bloeiperiode van mei tot september. (In Israël van januari tot mei.)
De plant lijkt op gewone duivenkervel. De stengels zijn vrij stevig, meestal rechtopstaand, heen en weer gebogen, en vertakt. De bladeren zijn 2- of 3-voudig geveerd, de deelblaadjes zijn lijnvormig en gootvormig verdiept. De bloemen zijn klein, roze met een rood-zwarte top en 5–7 mm lang, en staan in eindelingse, dichtbloemige trossen, die veel langer dan de stelen zijn. De schutbladen zijn langer dan de bloemsteeltjes. De kelkbladen zijn bijna cirkelrond en hebben een gave rand of tanden aan de voet, breder dan de bloemkroonbuis en half zo lang als de bloemkroon. Vrucht is een eenzadige dopvrucht. De rijpe, droge vruchten zijn ruw en 2-2,5 mm lang, bijna bolrond, stomp, met 2 ronde groefjes.

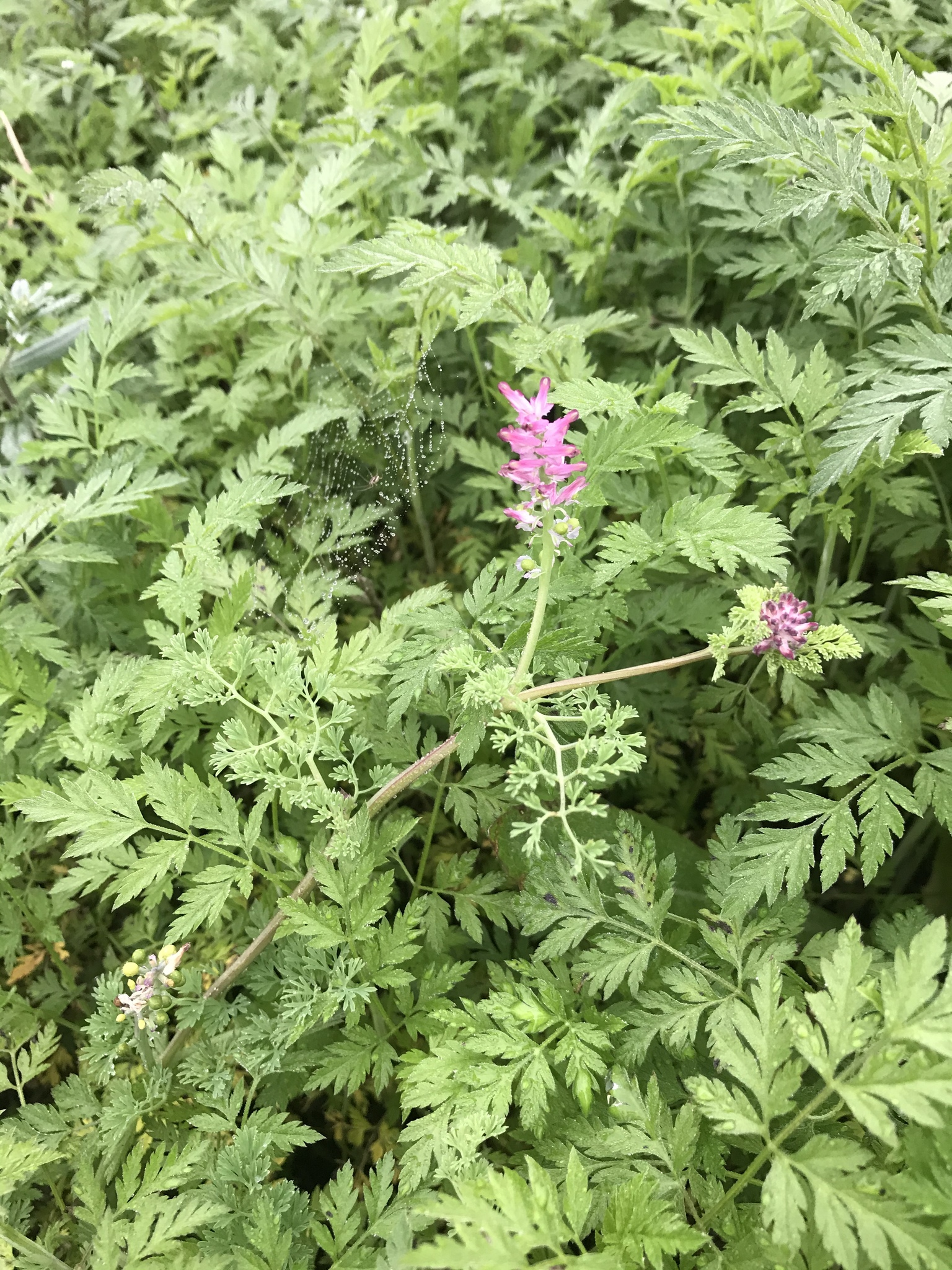
Blad

## Standplaatsen
Zonnige, open plaatsen op vrij droge tot vochthoudende, matig voedselrijke, kalkrijke of goed gedraineerde grond (zand en stenige grond) in akkers (zomergraanakkers en hakvruchten), moestuinen, puinhopen en braakliggende grond.

## Verspreiding
De plant komt voornamelijk voor in West-Europa (Frankrijk en Spanje), Zuid-Europa (Italië en Griekenland), Noord-Afrika (Marokko en Egypte) en West-Azië (Israël), en is ook ingeburgerd in Groot-Brittannië en Zuid-oost Australië. In Nederland zijn er slechts enkele meldingen, bij Bolsward, Utrecht, Den Bosch en in de Nieuw-Neuzenpolder. In België is de plant zeer zeldzaam en verder achteruitgaand, maar is desondanks niet wettelijk beschermd.